# Saint-Guyomard
Saint-Guyomard (bret. Sant-Gwioñvarc'h) – miejscowość i gmina we Francji, w regionie Bretania, w departamencie Morbihan.
Według danych na rok 1990 gminę zamieszkiwały 792 osoby, a gęstość zaludnienia wynosiła 40 osób/km² (wśród 1269 gmin Bretanii Saint-Guyomard plasuje się na 670. miejscu pod względem liczby ludności, natomiast pod względem powierzchni na miejscu 505.).